# (5175) Ables
(5175) Ables es un asteroide que forma parte del cinturón interior de asteroides, descubierto el 4 de noviembre de 1988 por Carolyn Shoemaker y por su esposo que también era astrónomo Eugene Shoemaker desde el Observatorio del Monte Palomar, Estados Unidos.

## Designación y nombre
Designado provisionalmente como 1988 VS4. Fue nombrado Ables en honor al astrónomo Harold D. Ables, exdirector de la Estación Flagstaff del Observatorio Naval de los Estados Unidos. En la Estación Flagstaff lideró el desarrollo de capacidades de CCD para la astrometría y encabezó la transición de técnicas fotográficas a CCD en determinaciones de paralaje.

## Características orbitales
Ables está situado a una distancia media del Sol de 1,966 ua, pudiendo alejarse hasta 2,043 ua y acercarse hasta 1,890 ua. Su excentricidad es 0,038 y la inclinación orbital 16,84 grados. Emplea 1007,62 días en completar una órbita alrededor del Sol.

## Características físicas
La magnitud absoluta de Ables es 13,3. Tiene 4 km de diámetro y su albedo se estima en 0,042.